# Cal Marquet (Golmés)
Cal Marquet és un monument del municipi de Golmés (Pla d'Urgell) inclòs en l'Inventari del Patrimoni Arquitectònic de Catalunya.

## Descripció
Cal Marquet, ubicat a la part més antiga del poble, té una façana rectangular, la cara més estreta de la qual pertany a la façana. seguint els paràmetres de les cases de pagès, l'edifici consta de tres plantes: una baixa on es dipositen els cups i els cellers; una primera, amb els espais d'habitació, i la golfa, oberta a l'exterior, per a permetre l'entrada dels vents i així afavorir l'assecada dels cereals.
La porta d'entrada és de mig punt, adovellada. L'element més destacat de la façana són, però, les golfes: formen una obertura més gran que la porta, organitzada en un arc escarser apuntat que descansa en unes motllures que fan la funció de capitell. L'edifici, amb alguna reforma al llarg dels anys, guarda la seva estructura originària. Cal destacar els cups i el celler, amb piques de pedra per l'oli i el vi.
Hi ha un cup, amb arcada de mig punt que donava entrada a l'espai destinat al molí d'oli; la porta i el tapiat són obra del segle xix; a la part esquerra de l'arcada hi ha una pedra que deixa un espai buit que té la funció d'ésser el ponedor de les gallines.
El cup està cobert per dues arcades de pedra mal tallada; els  murs es componen de carreus de pedra rectangular recoberta de maçoneria; a la fi del segle xix va perdre la funció de cup per al vi a conseqüència de la desaparició de les vinyes (amb la construcció del Canal d'Urgell la vinya i les oliveres van desaparèixer deixant inutilitzades tots els cups i molins d'oli que existien)

## Història
Cal Marquet és anomenat per la documentació com una de les cases més fortes del poble; apareix sovint fent donacions de terres a l'església a partir de 1650. Es creu que va ser un dels primers edificis del poble, perquè és al lloc més alt del turó golmesenc i en segueix la corba.
El renom Marquet respon al cognom Carulla. Segons J. Torres aquest cognom apareix per primera vegada el 1755 i procedeix de Bellpuig.
A l'arxiu parroquial de Golmés trobem documents que parlen de Cal Marquet ja el 1580; la casa pairal apareix fent abundants donacions a l'església i pagant els delmes; és una de les primeres cases a aixecar-se dins la vila. Cal Marquet no apareix amb aquest nom als documents, si no com la família Calderó, que fent l'arbre genealògic s'arriba a l'actual cognom de Gou.